# JK Tallinna Kalev
Jalgpalliklubi Tallinna Kalev – estoński klub piłkarski z siedzibą w Tallinnie.

## Historia
Klub został założony w 1909, jako Meteor. 27 maja 1911, zmienił nazwę na Kalev i dołączył do Eesti Spordiselts Kalev
Występował w najwyższej lidze Mistrzostw Estonii. 2 razy zdobył tytuł mistrzowski. W okresie Związku Radzieckiego w 1947 debiutował w Drugiej Grupie, strefie centralnej Mistrzostw ZSRR. W 1948 miał startować w Pierwszej Grupie, ale jednak kontynuował występy w Drugiej Grupie, strefie centralnej do 1954 roku. Następnie występował w rozgrywkach lokalnych. Dopiero w 1960 ponownie startował w Klasie A. W następnym sezonie 1962 zajął ostatnie 22. miejsce i spadł do Klasy B, strefy 1. W 1963 ostatni raz występował w Mistrzostwach ZSRR, zajął 9. miejsce, ale po zakończeniu sezonu został rozformowany.
W 2002 został reaktywowany. W sezonie 2006 zajął 3. miejsce w Esiliiga, a potem w barażach pokonał Viljandi Tulevik. W 2007 debiutował w Meistriliiga.

## Skład na sezon 2022
Aktualny na dzień 30 lipca 2022.
| Nr | Poz. | Piłkarz                    |
| -- | ---- | -------------------------- |
| 1  | BR   | Daniil Koroljov            |
| 2  | OB   | Wałerij Stepanenko         |
| 4  | OB   | Kaspar Laur                |
| 5  | OB   | Georg Pank                 |
| 6  | OB   | Hugo Palutaja              |
| 7  | PO   | Reinhard Reimaa            |
| 8  | NA   | Hannes Anier               |
| 10 | NA   | Ioan Jakowlew              |
| 11 | PO   | Mark Mälksoo               |
| 12 | NA   | Ats Purje                  |
| 13 | PO   | Ramol Sillamaa             |
| 15 | PO   | Ramon Smirnov              |
| 16 | OB   | Jakob Tamberg (wyp. z HJK) |
| 17 | NA   | Taavi Jürisoo              |

| Nr | Poz. | Piłkarz                                     |
| -- | ---- | ------------------------------------------- |
| 18 | NA   | Vadim Mihhailov                             |
| 19 | PO   | Markus Riisenberg                           |
| 20 | PO   | Foday Trawally (wyp. z Paide Linnameeskond) |
| 22 | OB   | Daniil Sõtšugov                             |
| 23 | PO   | Daniil Petrunin                             |
| 26 | PO   | Marek Kaljumäe                              |
| 27 | NA   | Mark Mälksoo                                |
| 29 | OB   | Tanel Tamberg (kapitan)                     |
| 31 | NA   | Romet Kaupmees                              |
| 35 | OB   | Mikk Johannes Siitam                        |
| 37 | NA   | Karl Stefan Lill                            |
| 71 | BR   | Maico Rimmel                                |
| 89 | BR   | Stiven Raider                               |
|    | OB   | Daniił Szewiakow (wyp. z Nõmme Kalju)       |

## Sukcesy
- Mistrzostwo Estonii (2×): 1923, 1930

## Europejskie puchary
Legenda do wszystkich tabel:
- Q – runda eliminacyjna, 1/16, 1/8, 1/4, 1/2 – odpowiednia faza rozgrywek, Grupa – runda grupowa, 1r gr – pierwsza runda grupowa, 2r gr – druga runda grupowa, F – finał, R – runda, PO – play-off
- k. – rzuty karne, los. – losowanie, Dogr. – dogrywka, w. – zasada bramek strzelonych na wyjeździe

| Sezon   | Rozgrywki        | Runda | Klub          | Dom | Wyjazd | Ogólnie |
| ------- | ---------------- | ----- | ------------- | --- | ------ | ------- |
| 2024/25 | Liga Konferencji | 1Q    | Urartu Erywań | 1–2 | 0–2    | 1–4     |